# Mikuláš Hovorka
Mikuláš Hovorka (* 1. července 2001 Praha) je český lední hokejista hrající na postu obránce.

## Život
S hokejem začínal v pražské Slavii. Během dorosteneckých let se objevoval rovněž v kádru těchto věkových kategorií v mladoboleslavském klubu. Mezi muži, konkrétně pražské Slavie, se prvně objevil v sezóně 2019/2020, kdy za ni odehrál deset utkání. Následující rok nastoupil za muže ke čtyřem utkáním a i nadále pokračoval mezi slávistickými juniory. Již pouze mezi muži hrál během ročníku 2021/2022. Během něj dne 17. listopadu 2021 zaznamenal svůj premiérový gól, když svou brankou otevřel utkání s kolínskými Kozly, které nakonec skončilo v poměru 4:0.
Po sezóně přestoupil do Motoru České Budějovice. Následující rok (2023) byl trenérem Radimem Rulíkem povolán do reprezentačního mužstva České republiky pro Švýcarské hokejové hry. V dubnu roku 2024 podepsal dvouletou smlouvu s Floridou Panthers hrají severoamerickou National Hockey League (NHL). Aktuálně hraje v klubu Charlotte Checkers.